# Il fuoco (D'Annunzio)
Il fuoco è un romanzo di Gabriele D'Annunzio, pubblicato nel 1900. Il libro era progettato come primo volume della trilogia I romanzi del melograno, ma i volumi successivi non furono mai scritti.
Simultaneamente alle prime edizioni italiane, uscirono numerose traduzioni nelle principali lingue europee: sono state pubblicate entro il 1910 le versioni in francese, spagnolo, tedesco inglese, olandese, ungherese, danese e russo.
I personaggi principali sono Stelio Effrena, poeta giovane e geniale, la Foscarina (ispirata da Eleonora Duse), Donatella Arvale, una cantante. L'azione si svolge a Venezia, nell'autunno del 1882, quando nella città si spegnerà Richard Wagner.

## Trama

### Primo libro:L'Epifania del fuoco
Questo capitolo racconta una serata in settembre. Stelio tiene un grande discorso al Palazzo Ducale di Venezia, davanti a un pubblico entusiasta. Spiega tutta la sua filosofia sull'arte e sulla creazione. L'arte, secondo lui, è sublime quando imita l'arte antica.
Stelio è accompagnato da un'attrice celebre: la Foscarina, che in questo primo libro viene ancora chiamata Perdita. È una bella donna, anche se non è più giovane, e ama Stelio fino all'abbandono della propria personalità. Pur sapendo che questo suo amore è in pericolo, presenta una donna giovane e bellissima a Stelio: la cantante Donatella Arvale.
In questa notte, Stelio e la Foscarina si incontrano nel giardino di quest'ultima e hanno un rapporto sessuale appassionato. Stelio poi se ne va e lascia la Foscarina disperata nel giardino.

### Secondo libro:L'Impero del silenzio
In questo capitolo, la Foscarina e Stelio si ritrovano spesso nei loro palazzi per avere rapporti sessuali sempre più appassionati. Intanto, la Foscarina è sicura che lei non resterà l'unica amante del genio.
Una sera, Stelio con un suo amico è su una nave. Per caso, sulla nave si trova anche Richard Wagner, il compositore tedesco. Anche se Stelio disprezza la cultura germanica e glorifica la cultura latina, ammira il grande compositore, che per lui è l'incarnazione del genio artistico. Ma Wagner è vecchio e malato, e subisce un colpo apoplettico. Stelio e il suo amico lo soccorrono e lo fanno scendere dalla nave. Per loro, questo incidente è una prova della superiorità dell'arte.
La volontà della Foscarina di servire, di sottomettersi all'arte dell'amato, diventa più grande. Tutti e due, la Foscarina e Stelio, vogliono creare qualcosa di superiore all'amore. Stelio parla del Superuomo. Alla fine, la Foscarina decide di lasciare Stelio per fare viaggi nel mondo, allo scopo di renderlo libero nelle sue creazioni poetiche. Stelio riceve la notizia della morte di Richard Wagner nel palazzo Vendramin. Lui e i suoi discepoli fanno il corteo funebre per il grande compositore.
La commossa e commovente descrizione del trasporto della salma di Wagner da palazzo Vendramin alla stazione ferroviaria altro non sembra essere che semplice trasposizione del reale da parte di un testimone, in quanto Gabriele D'Annunzio pretese di esser stato, non ancora ventenne (1883), tra i sei portatori a spalla del feretro del grande musicista. Invece fu un'invenzione del Vate.

## Critica

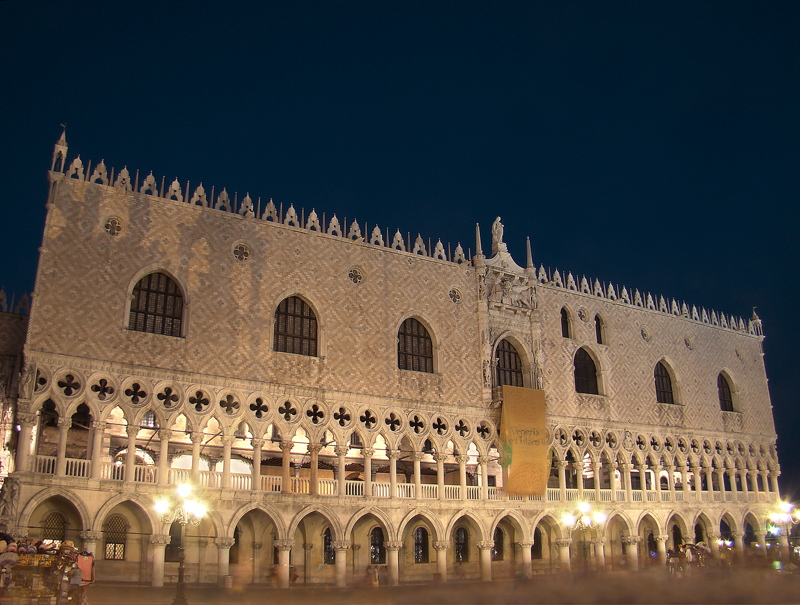
Palazzo ducale di Venezia, dove è ambientata la prima parte

L'autore, il titolo, la storia e le indiscrezioni che hanno preceduto la pubblicazione, tutto concorre a far pensare che le pagine del romanzo raccontino l'amore di cui tutti all'epoca parlavano. L'amore tra l'uomo e la donna allora più famosi: D'Annunzio ed Eleonora Duse.
Un amico della Duse, avendo letto il manoscritto, l'aveva scongiurata di non permettere la pubblicazione. Lei aveva risposto: «conosco il romanzo, ho autorizzato la stampa perché la mia sofferenza, qualunque essa sia, non conta, quando si tratta di dare un altro capolavoro alla letteratura italiana: e poi, ho quarant'anni e amo»

## Temi
Il periodo in cui è scritto il romanzo è molto florido per d'Annunzio: il viaggio in Grecia del 1897, la scoperta del teatro e la gestazione de La città morta (1898) e la lettura de La nascita della tragedia di Nietzsche, hanno fatto sì che d'Annunzio elaborasse una nuova concezione della vita. Il poeta inoltre viveva un periodo amoroso molto fiorente con Eleonora Duse, essendosi stabiliti a Settignano, dove il poeta scrisse il romanzo, e ciò contribuì alla creazione di una nuova trilogia,  la Trilogia del Melograno; volendo simboleggiare la voglia di vivere e il desiderio di prendere in mano il destino.
La presa di coscienza del superomismo, dapprima considerato negativo e fallimentare nel Trionfo della morte, nel Fuoco riesce a sprigionare il potere di conquista grazie alla fusione con la cultura onnipresente nella città di Venezia. Per questo la descrizione frenetica dei luoghi della città nel libro, e soprattutto le disquisizioni filosofico-culturali del protagonista con gli amici intellettuali - che simboleggiano la continuità della cultura classica nella contemporaneità, facendo riferimento alle varie scoperte archeologiche del tempo in Grecia dello Schliemann. Il protagonista si pone come il superuomo conquistatore di bellezza culturale ed estetica, nonché padrone assoluto della figura femminile, rappresentata dalla Foscarina, definita provocatoriamente "Perdita". Infatti nelle opere precedenti era la donna la femme fatale che distruggeva l'uomo con la sua sensualità,  mentre adesso accade il contrario.
Il protagonista è proiettato verso una esperienza onirica di chiaroveggenza, con richiami ai tragici classici, soprattutto a Dante Alighieri e al suo rapporto con Beatrice. Riguardo allo stile, l'accrescimento della passione è descritto con equilibrio nella prima parte del libro, fino a raggiungere l'apogeo della passione, per poi svanire completamente nella seconda parte. Il desiderio simbolico di affermazione nella società letteraria per il protagonista, consiste nel creare una tragedia nuova che sappia contenere la vitalità dei classici, e ciò Stelio tenta di capirlo dall'esperienza teatrale della Foscarina. In seguito alla morte di Richard Wagner tale assimilazione sarà completata, e il rapporto di sopraffazione vedrà l'abbandono dell'amata da parte del protagonista.

## Edizioni
- Gabriele D'Annunzio, I romanzi del melagrano: il fuoco, Milano: A. Cervieri, [s.d.]
- Gabriele D'Annunzio, Il fuoco, Milano: Fratelli Treves, 1900
- Gabriele D'Annunzio, Il fuoco, Milano: Bietti, [19..]
- Gabriele D'Annunzio, Il Fuoco, Milano: Sonzogno, 19--?
- Gabriele D'Annunzio, Il fuoco, Sesto S. Giovanni: Casa Editrice Mandella, 1913
- Gabriele D'Annunzio, Il fuoco, Firenze: A. Quattrini, 1913
- Gabriele D'Annunzio, Il fuoco, Firenze: Salani, 1914
- Gabriele D'Annunzio, Il fuoco, Napoli: F. Bideri, 1914
- Gabriele D'Annunzio, Il fuoco, Napoli: S. Romano, 1914
- Gabriele D'Annunzio, Il fuoco, Piacenza: L. Rinfreschi, 1914
- Gabriele D'Annunzio, Il fuoco, Milano: Barion, 1920
- Gabriele D'Annunzio, Il fuoco, Milano: Modernissima, 1921
- Gabriele D'Annunzio, Il fuoco, Lanciano: Carabba, 1922
- Gabriele D'Annunzio, Il fuoco, testo a cura di Angelo Sodini, Istituto Nazionale per la edizione di tutte le opere di Gabriele D'Annunzio. 1, Il fuoco, Milano: A. Mondadori-Verona: Bodoni, 1930
- Gabriele D'Annunzio, Il fuoco, i romanzi del melagrano, Gardone Riviera: Il vittoriale degli italiani, 1939
- Gabriele D'Annunzio, Il fuoco, Milano: A. Mondadori, 1951
- Gabriele d'Annunzio, Il fuoco, a cura di Anco Marzio Mutterle, Milano: Oscar Mondadori, 1967
- Gabriele d'Annunzio, Il fuoco, con una cronologia della vita dell'autore e dei suoi tempi, un'introduzione all'opera e una bibliografia a cura di Giansiro Ferrata, Milano: A. Mondadori, 1967
- Gabriele d'Annunzio, Il fuoco, a cura di Gianni Oliva, Roma: Biblioteca economica Newton, 1995
- Gabriele d'Annunzio, Il fuoco, a cura di Mirella Zocchi, Milano: Opportunity book, 1995
- Gabriele d'Annunzio, Il fuoco, a cura di Roberto Tozzi, Reggio Emilia: Magis books, 1995
- Gabriele d'Annunzio, Il fuoco, a cura di Niva Lorenzini, Milano: A. Mondadori, 1996
- Gabriele d'Annunzio, Il fuoco, introduzione di Pietro Gibellini; note di Filippo Caburlotto, Milano: BUR, 2009